# 国際外語・観光・エアライン専門学校
国際外語・観光・エアライン専門学校（こくさいがいご・かんこう・えあらいんせんもんがっこう、英略：AIR）とは、新潟市中央区に所在する私立専門学校である。

## 概要
本校は1992年に、新潟ビジネス専門学校から独立して新潟市（現：中央区）笹口に開校した。
2018年4月現在は9学科を有し、国際エアライン科においては学校間連携制度による自由が丘産能短期大学の併修制度を導入しているほか、6学科が文科省より職業実践専門課程に認可されている。
学科は大きく分けて4つに分かれており、外国語・航空サービス・旅行業・日本語（留学生対象）の分野をカバーしている。

### 校舎
校舎は新潟市内の繁華街である「古町」地区の中心部に位置する「NSGスクエア」と呼ばれる建物の中に設置されている。

### 生徒データ
2018年5月1日現在、生徒は499名在籍している。このうち日本人向けの学科である「本科」に298名、留学生向けの「日本語科」に201名が在籍している。

## 沿革
（ホームページに準拠）
- 1991年7月17日 - 設置認可。設置者は宗教法人愛宕神社。
- 1992年4月1日 - 新潟市万代の新潟ビジネス専門学校より、アップル外語観光カレッジとして分離・独立開校[5]。所在地は新潟市（現：中央区）笹口2-13-3。
- 1995年3月 - 設置者を学校法人新潟総合学院に変更。
- 2000年4月1日 - 国際・エアリゾート専門学校に改称する。
- 2004年4月1日 - 現在地にNSGスクエアが完成したことに伴い移転する。設置者を学校法人国際総合学園に変更。
- 2012年4月1日 - 校名を現在のものに改称する。